# Tubod (Lánao del Norte)
Tubod es un municipio y la cabecera de la provincia de Lánao del Norte en Filipinas. Según el censo del 2007, tiene 44,095 habitantes.

## Barangayes
Tubod se subdivide administrativamente en 24 barangayes.
| - Barakanas - Baris (Lumangculob) - Bualan - Bulod - Camp V - Candis - Caniogan - Dalama - Kakai Renabor - Kalilangan - Licapao - Malingao | - Palao - Patudan - Pigcarangan - Pinpin - Población - Pualas - San Antonio - Santo Niño - Taden - Tangueguiron - Taguranao - Tubaran |

## Historia
El 10 de junio de 1949 fue creado este nuevo municipio de Baroy, que estará integrado por la parte sur del municipio de Tubod más una cierta porción del territorio de Kolambugan.
Sus límites son los siguientes:

"...En el noreste, por el Ininguian Creek desde su desembocadura en la Bahía de Panguín algún lugar al oeste de la poblacion del barrio de Sagadan, aguas arriba hasta su nacimiento en algún lugar en el sitio de Kapatagán, y una línea recta que va desde el sureste de origen, que atraviesa este sitios Licapao y Blakan a la cumbre del Monte Talaysague en el límite suroriental de Kolambugán, tal como se define en el artículo 13 del Decreto N º 13, de fecha 21 de abril de 1917, del Gobernador del Departamento de Mindanao y Sulu..."
EXECUTIVE ORDER NO. 222

El 22 de mayo de 1959 la provincia de Lánao fue dividida en dos provincias, una que se conoce como Lánao del Norte y la otra como Lánao del Sur.
Tubod  es uno de los 10 municipios que forman la provincia de Lánao del Norte.